# Indeks geometryczny
W chemii koordynacyjnej, strukturalnej oraz krystalografii indeks geometryczny lub parametr strukturalny {\displaystyle (\tau )} jest liczbą w zakresie 0-1, która informuje o geometrii wokół atomu centralnego cząsteczki (zwykle centrum koordynacji). Pierwszy taki parametr dla związków 5-koordynacyjnych został zaproponowany w 1984 roku. Później opracowano również parametry dla związków 4-koordynacyjnych. Opracowana została również aplikacja on-line do wyznaczania indeksów geometrycznych na podstawie strukturalnych plików 3D.

## Związki 5-koordynacyjne
By ocenić, czy geometria centrum koordynacji o LK = 5 zbliżona jest bardziej do bipiramidy trygonalnej, czy piramidy kwadratowej Addison et al. zaproponowali w 1984 roku parametr {\displaystyle \tau _{5}} (w oryginalnej pracy po prostu {\displaystyle \tau }):
{\displaystyle \tau _{5}={\frac {\beta -\alpha }{60^{\circ }}}\approx -0{,}01667\alpha +0{,}01667\beta ,}
gdzie: {\displaystyle \beta >\alpha } to dwa największe kąty walencyjne centrum koordynacji.
Gdy parametr {\displaystyle \tau _{5}} jest bliski 0, to geometria zbliżona jest do piramidy kwadratowej, natomiast gdy jest on bliski 1, to geometria zbliża się do bipiramidy trygonalnej:

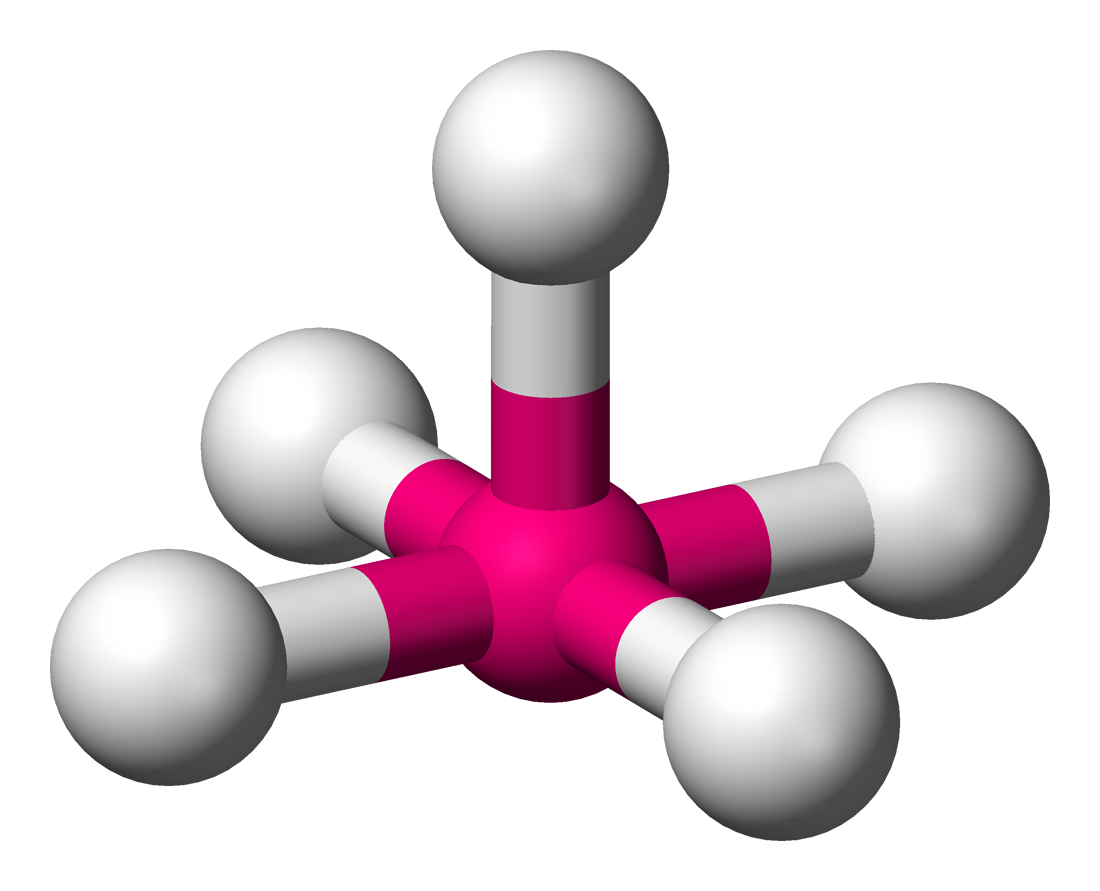
Geometria piramidy kwadratowej
{\displaystyle \tau _{5}=0}
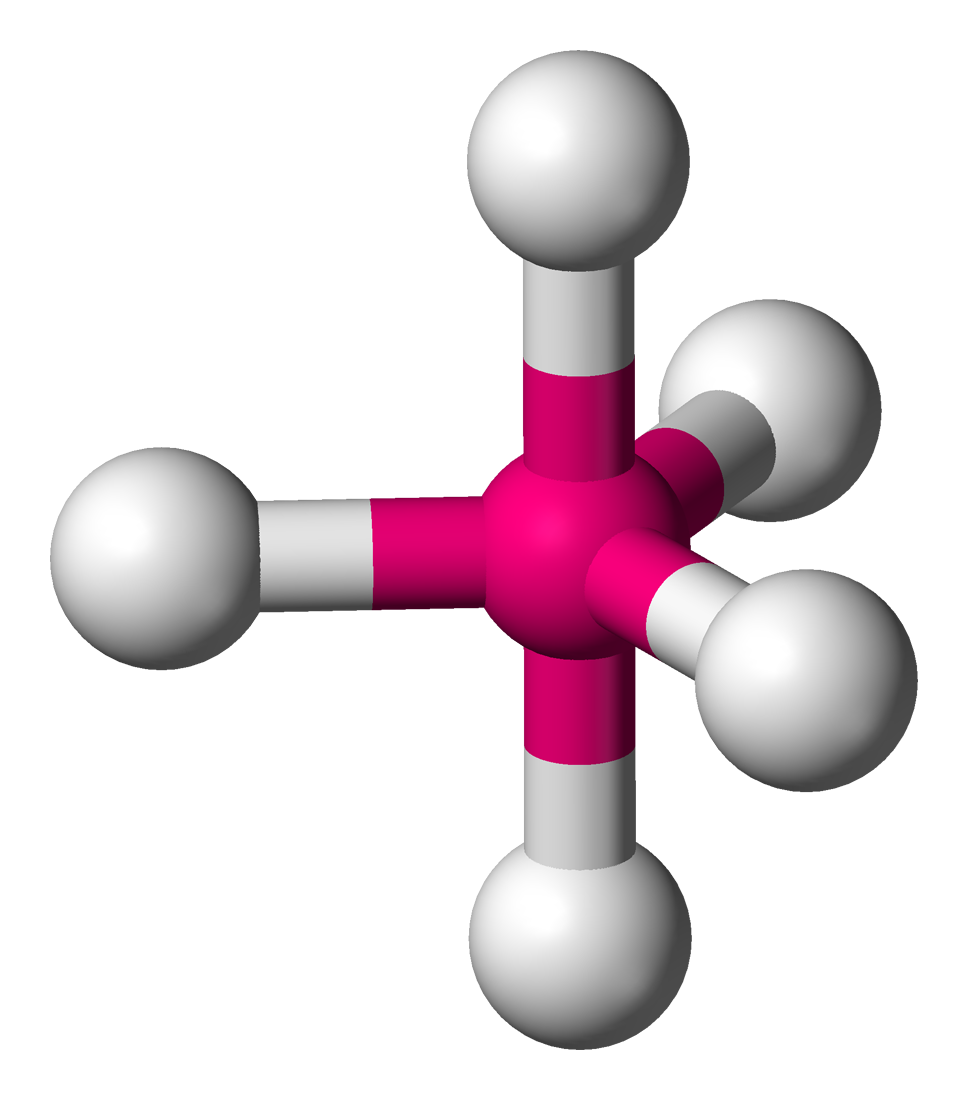
Geometria bipiramidy trygonalnej
{\displaystyle \tau _{5}=1}

## Związki 4-koordynacyjne
Poprzez analogię, w 2007 roku Yang et al. zaproponowali parametr {\displaystyle \tau _{4}} dla związków o LK = 4, aby ocenić czy ich geometria jest bardziej zbliżona do płaskiej kwadratowej, czy tetraedrycznej:
{\displaystyle \tau _{4}={\frac {360^{\circ }-(\alpha +\beta )}{360^{\circ }-2\theta }}\approx -0{,}00709\alpha -0{,}00709\beta +2{,}55,}
gdzie: {\displaystyle \alpha } i {\displaystyle \beta } to dwa największe kąty walencyjne centrum koordynacji; {\displaystyle \theta =\cos ^{-1}\left(-{\frac {1}{3}}\right)\approx 109{,}5^{\circ }} to kąt tetraedryczny.
Gdy parametr {\displaystyle \tau _{4}} jest bliski 0, to geometria jest zbliżona do płaskiej kwadratowej, natomiast gdy jest on bliski 1, to geometria zbliża się do tetraedrycznej. Niestety parametr ten (w przeciwieństwie do {\displaystyle \tau _{5}}) nie różnicuje kątów {\displaystyle \alpha } i {\displaystyle \beta ,} przez co struktury o znacząco różniących się geometriach mogą mieć identyczną wartość parametru {\displaystyle \tau _{4}.} By przezwyciężyć tę niedogodność w 2015 roku Okuniewski et al. zaproponowali parametr {\displaystyle \tau _{4}',} który przybiera wartości zbliżone do {\displaystyle \tau _{4},} jednak lepiej różnicuje rozpatrywane struktury:
{\displaystyle \tau _{4}'={\frac {\beta -\alpha }{360^{\circ }-\theta }}+{\frac {180^{\circ }-\beta }{180^{\circ }-\theta }}\approx -0{,}00399\alpha -0{,}01019\beta +2{,}55}
gdzie: {\displaystyle \beta >\alpha } to dwa największe kąty walencyjne centrum koordynacji; {\displaystyle \theta =\cos ^{-1}\left(-{\frac {1}{3}}\right)\approx 109{,}5^{\circ }} to kąt tetraedryczny.
Wartości graniczne parametrów {\displaystyle \tau _{4}} i {\displaystyle \tau _{4}'} definiują dokładnie te same geometrie skrajne, jednak parametr {\displaystyle \tau _{4}'} jest zawsze mniejszy lub równy parametrowi {\displaystyle \tau _{4},} przez co nawet niewielkie odchylenia od geometrii tetraedru są bardziej zauważalne. Jeżeli dla kompleksu tetraedrycznego wartość parametru {\displaystyle \tau _{4}'} jest mała, to należy sprawdzić, czy w obrębie centrum koordynacji nie występują dodatkowe oddziaływania. Przykładowo dla kompleksów rtęci(II) udało się w ten sposób odnaleźć oddziaływania Hg···π.

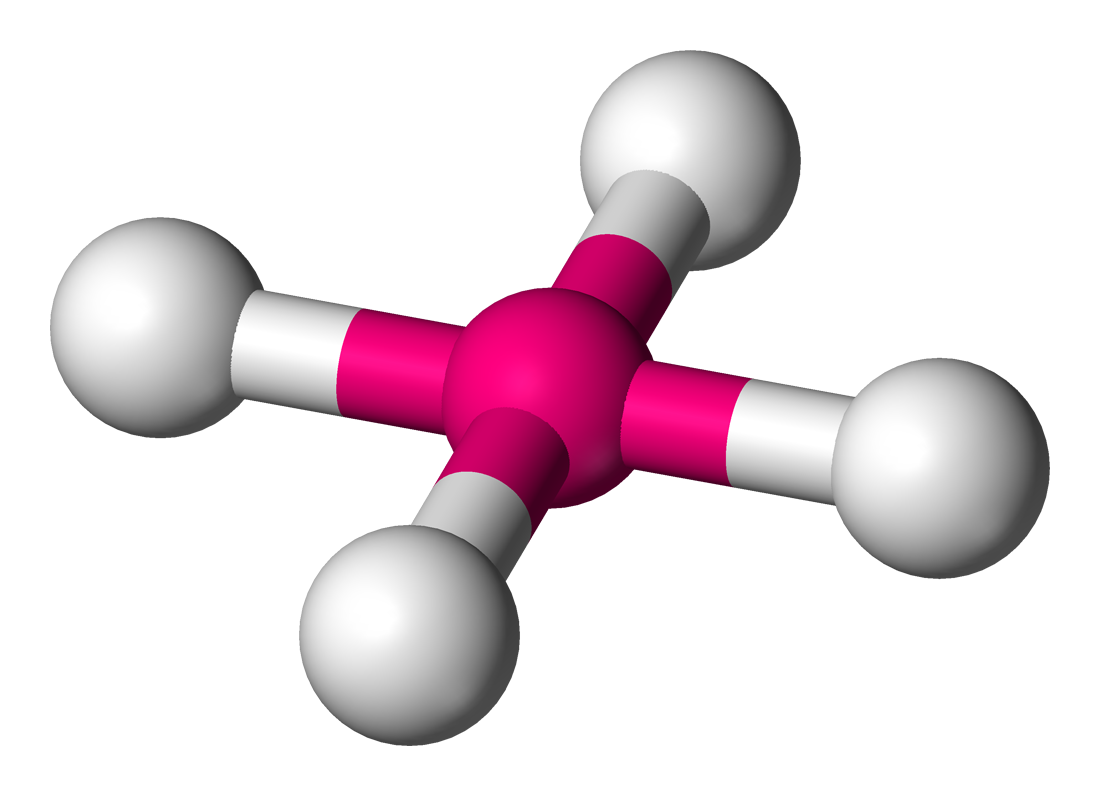
Geometria płaska kwadratowa
{\displaystyle \tau _{4}=\tau _{4}'=0}
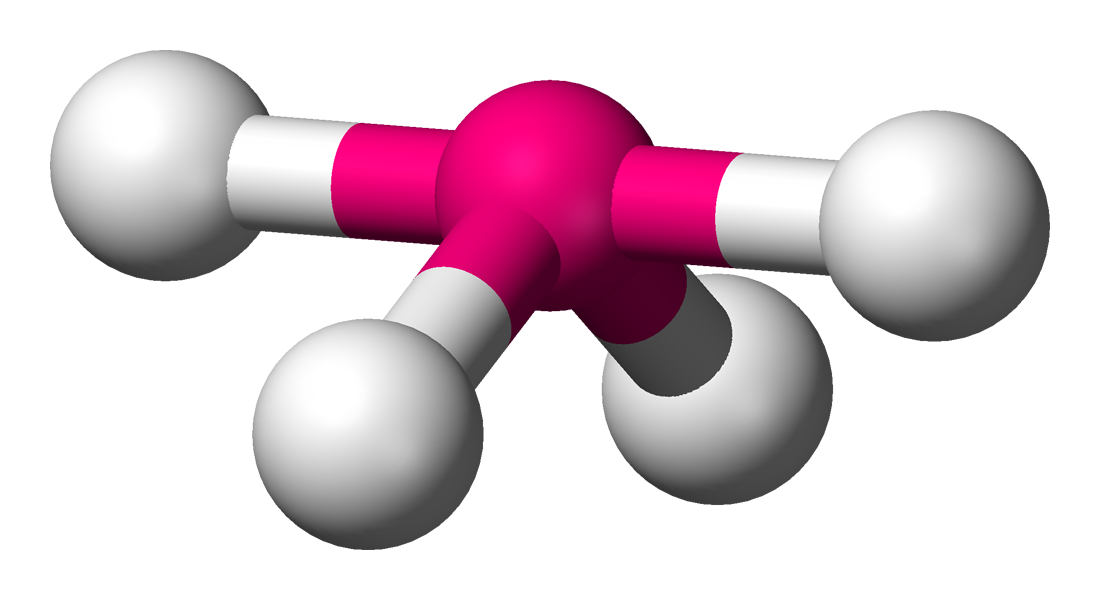
Geometria huśtawki
{\displaystyle \tau _{4}\approx 0{,}43,} {\displaystyle \tau _{4}'\approx 0{,}24}
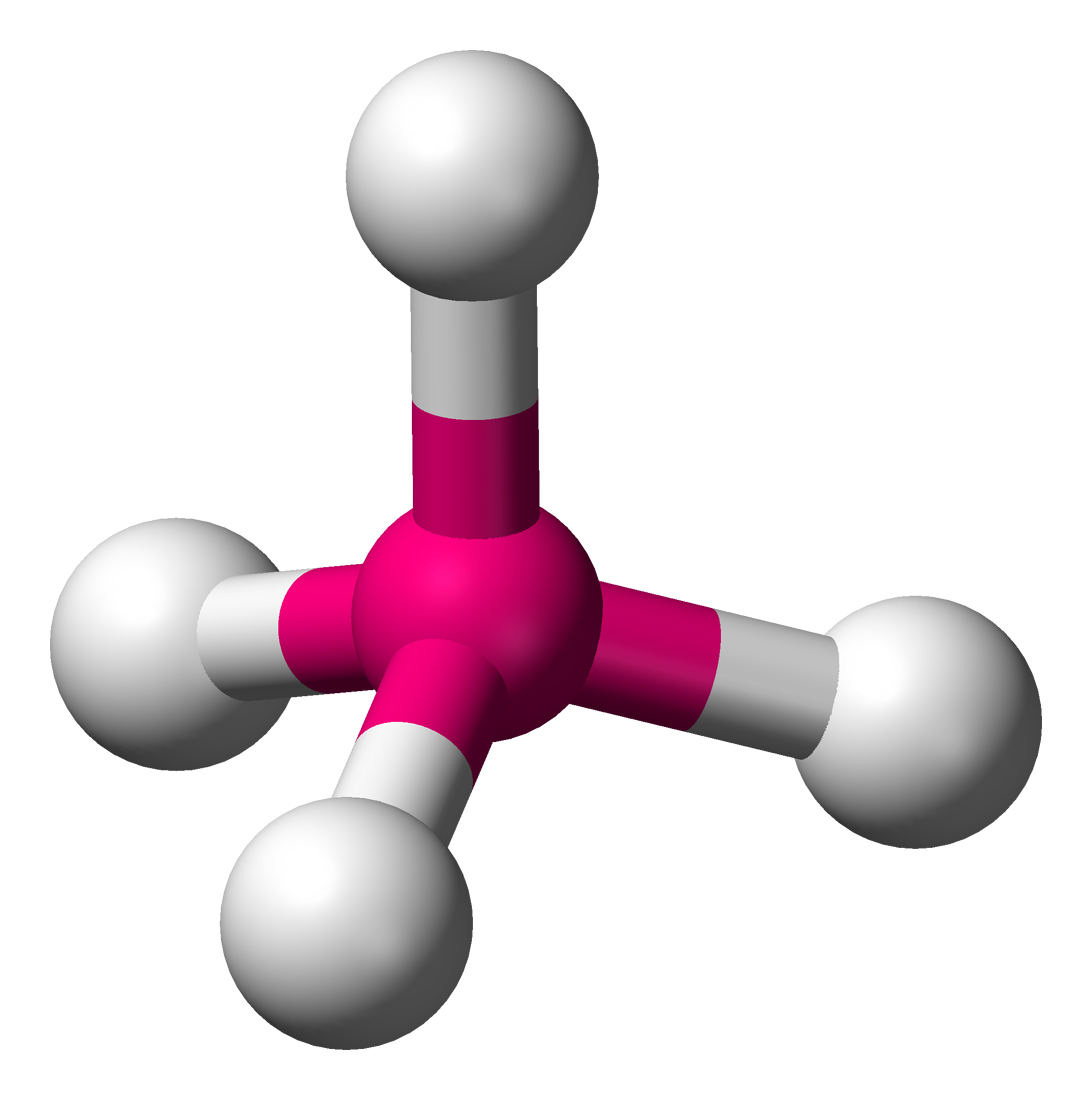
Geometria tetraedryczna
{\displaystyle \tau _{4}=\tau _{4}'=1}